# Col de Miage
Pour les articles homonymes, voir Miage.
Ne pas confondre avec le Col des Miages ou col des Dômes.
Le col de Miage se situe à la frontière entre l'Italie (Vallée d'Aoste) et la France (Auvergne-Rhône-Alpes), entre les dômes de Miage et l'aiguille de Bionnassay. Il se situe à 3 356 ou 3 358 mètres d'altitude. Sur son ubac se trouve le glacier de Miage français et sur son adret le glacier du Col de Miage surplombant celui du Miage italien. Le refuge Durier est construit sur l'arête, juste au nord du col.

## Alpinisme
Le col est, de par sa forte déclivité, plutôt emprunté en tant qu'arête que franchi.
- 1898 - Première traversée du col de Miage par Daniel Maquignaz et John Percy Farrar

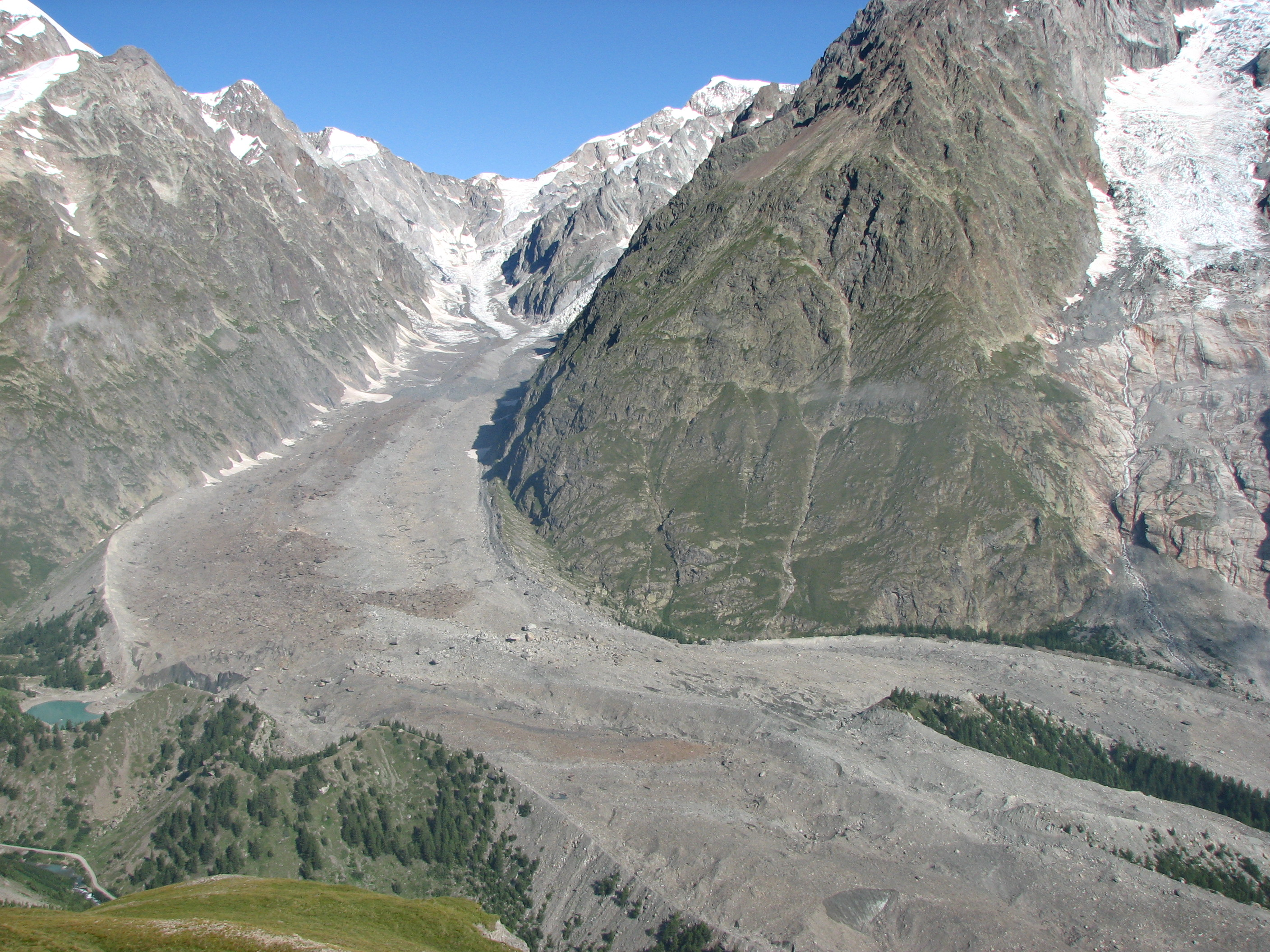
La vallée du glacier du Miage latérale au val Vény en Italie fermée par le col de Miage au pied de l'aiguille de Bionnassay.